# Batrachophrynus brachydactylus
Batrachophrynus brachydactylus är en groddjursart som beskrevs av Peters 1873. Batrachophrynus brachydactylus ingår i släktet Batrachophrynus och familjen Ceratophryidae. Inga underarter finns listade.